# Destiny's Toy
Destiny's Toy er en amerikansk stumfilm fra 1916 af John B. O'Brien.

## Medvirkende
- Louise Huff som Nan Barton.
- John Bowers som Robert Carter.
- Jack W. Johnston som Thomas Carter.
- Harry Lee som Ned Barton.
- John T. Dillon som Bad Riley.